# Lecanomerus
Lecanomerus – rodzaj chrząszczy z rodziny biegaczowatych i podrodziny Harpalinae.

## Morfologia
Ciało długości od 3,2 do 10 mm. Grzbietowa część głowy i tułowia bez uszczecinionych mikropor. Żuwaczki krótkie do umiarkowanie długich, zaostrzone wierzchołkowo. Labrum silnie lub umiarkowanie poprzeczne o wierzchołku prostym lub nieco obrzeżonym pośrodku. Skronie niepowiększone. Czułka owłosione od 3 lub 2 członu. Bródka z zębem środkowym różnej długości. Przyjęzyczki dłuższe lub długości języczka. Głaszczki z ostatnim segmentem wrzecionowatym lub cylindrycznym, wierzchołkowo nieściętym, owłosione lub nagie. Przedostatni segment głaszczków wargowych o 2 szczecinkach na przedniej krawędzi. Przedplecze poprzeczne, o podstawie prostej, obrzeżonej lub wypukłej, węższe lub równe nasadzie pokryw. Tarczka widoczna. Wierzchołek płatka przedpiersia nagi. Uda tylnych odnóży z 2 długimi szczecinami na tylnej krawędzi. Rzędy uszczecinonych punktów nieobecne na 3, 5 i 7 międzyrzędzie i 2 międzynerwiu pokryw. Międzynerwia kompletne. Seria pępkowatych uszczecinień na 9 międzyrzędzie podzielona na dwie grupy, z których tylna ciągła lub podzielona na 2 podgrupy. Wentryty 2 i 3 u samców bez uszczecinionych dołeczków, a 5 i 6 u obu płci bez krótkich szczecinek i tylko z jedną parą szczecinek o zmiennej pozycji. Edeagus w widoku bocznym nieco do silnie łukowatego, a w grzbietowym symetryczny. Grzbietowy obszar błoniasty edeagusa szeroki, sięgający prawie do bulwy podstawowej. Dysk wierzchołkowy obecny lub nieobecny. Woreczek wewnętrzny uzbrojony lub nieuzbrojony.

## Występowanie
Przedstawiciele rodzaju występują w Australii, na Tasmanii, Nowej Zelandii, Nowej Gwinei, wyspach Polinezji oraz indonezyjskiej Jawie.

## Taksonomia
Rodzaj został opisany w 1850 roku przez Maximiliena Chaudoira. Gatunkiem typowym został Lecanomerus insidiosus.
Opisano dotąd 35 gatunków z tego rodzaju:

- Lecanomerus aberrans Macleay, 1871
- Lecanomerus angustior Darlington, 1968
- Lecanomerus ater (Macleay, 1871)
- Lecanomerus atriceps (Macleay, 1871)
- Lecanomerus australis (Blackburn, 1888)
- Lecanomerus bicolor (Sloane, 1900)
- Lecanomerus carteri Sloane, 1911
- Lecanomerus concolor (Macleay, 1871)
- Lecanomerus curtus Sloane, 1911
- Lecanomerus discoidalis (Blackburn, 1888)
- Lecanomerus domesticus (Montrouzier, 1860)
- Lecanomerus insignitus Broun, 1880
- Lecanomerus lateridens (Fauvel, 1882)
- Lecanomerus latimanus Bates, 1874
- Lecanomerus latior Darlington, 1968
- Lecanomerus limbatus Moore, 1967
- Lecanomerus lindi Blackburn, 1888
- Lecanomerus lucidus Sloane, 1917
- Lecanomerus major Blackburn, 1892
- Lecanomerus marrisi Larochelle et Lariviere, 2005
- Lecanomerus medius Darlington, 1968
- Lecanomerus niger (Darlington, 1956)
- Lecanomerus obesulus Bates, 1878
- Lecanomerus obtusus (Sloane, 1920)
- Lecanomerus parvicollis (Fauvel, 1882)
- Lecanomerus recticollis (Macleay, 1888)
- Lecanomerus ruficeps Macleay, 1871
- Lecanomerus scalaris (Fauvel, 1882)
- Lecanomerus sharpi (Csiki, 1932)
- Lecanomerus speluncarius (Moore, 1967)
- Lecanomerus striatus Blackburn, 1892
- Lecanomerus tasmanicus (Bates, 1878)
- Lecanomerus verticalis (Erichson, 1842)
- Lecanomerus vestigialis (Erichson, 1842)
- Lecanomerus victoriensis (Blackburn, 1891)